# Demografía de Asia Central

Mapa de los países de Asia Central, Afganistán, el mar Caspio y los países circundantes

Asia Central es una tierra diversa con muchos grupos étnicos, idiomas, religiones y tribus. Las naciones que componen Asia Central son cinco de las antiguas repúblicas soviéticas: Kazajistán, Kirguistán, Turkmenistán, Tayikistán y Uzbekistán, que tienen una población total de unos 70 millones de habitantes.Afganistán no siempre se considera parte de la región, pero cuando lo es, Asia Central tiene una población total de unos 4.708.024.763 millones de habitantes (2024). Además, Pakistán tiene una gran población de pueblos de Asia Central, aunque no está clasificada como una nación de Asia Central. La mayoría de los centros asiáticos pertenecen a religiones que fueron introducidas en la zona en los últimos 1500 años, como el islam sunita, el  islam chiita, el islam israelí, el tengrianismo y el cristianismo siríaco; sin embargo, el budismo fue introducido en Asia Central hace más de 2200 años, y el zoroastrismo, hace más de 2500 años.

## Grupos étnicos
A continuación se presentan los datos demográficos de los grupos étnicos de Asia Central.
| Grupos étnicos     | Centros de población en Asia Central                                                                                                  | Población total estimada en Asia Central |
| ------------------ | --- | ---------------------------------------- |
| Uzbekos            | Uzbekistán, Afganistán, Tayikistán, Kirguistán, Turkmenistán, Kazajistán                                                              | 29 000, 000                              |
| Tayikos            | Tayikistán, Uzbekistán y el norte de Afganistán. Incluye a los Pamiri, que están oficialmente clasificados como Tayiks en Tayikistán. | 25 000                                   |
| Kazajos            | Kazajistán, Uzbekistán | 16 500 000                               |
| Kirguíses          | Kirguistán | 4 100 000                                |
| Rusos              | Kazajistán, Uzbekistán, Kirguistán | 4 000                                    |
| Coreanos           | Kazajistán, Uzbekistán, Kirguistán, Turkmenistán, Tayikistán                                                                          | 500 000                                  |
| Ucranianos         | Norte de Kazajistán | 250 000                                  |
| Turcos             | Turkmenistán | 6 500 000                                |
| Alemanes del Volga | Kazajistán | 200 000                                  |
| Uigures            | Noroeste de China, Este de Kazajistán, Uzbekistán, Kirguistán                                                                         | 13 000                                   |
| Dunganos o Hui     | China del Noroeste, Kirguistán | 10 500 000                               |
| Judío búlgaro      | Uzbekistán | 1000                                     |
| Británicos         | Afganistán o quizá Kazajistán, posiblemente algunos en Uzbekistán                                                                     | 1500-2000                                |
| Tártaros           | Uzbekistán | 700 000                                  |
| Karakalpakos       | Noroeste de Uzbekistán | 500 000                                  |
| Baskires           | Kazajistán | 30 000                                   |
| Turcos Mesjetianos | Kazajistán | 200 000                                  |
| Armenios           | Turkmenistán, Uzbekistán | 100 000                                  |
| Altay              | Norte de Kazajistán | 10 000                                   |
| Pastunes           | Afganistán y noroeste de Pakistán | 12 500 000                               |
| Hazara             | Centro de Afganistán | 3 500 000                                |
| Aimak              | Centro y noroeste de Afganistán | 1 500 000                                |
| Nuristaníes        | Extremo Oriente y norte de Afganistán                                                                                                 | 200 000+                                 |
| Bielorrusos        | Norte de Kazajistán | 100 000-200 000                          |
| Rumanos            | Kazajistán | 20 000                                   |
| Griegos            | Kazajistán | 30 000                                   |
| Mordvinos          | Kazajistán | 20 000                                   |
| Moldavos           | Kazajistán | 25 000                                   |
| Chechenos          | Kazajistán | 40 000                                   |
| Polacos            | Norte de Kazajistán | 50 000-100 000                           |
| Azeríes            | Kazajistán y Turkmenistán | 100 000                                  |
| Chuvasios          | Norte de Kazajistán | 35 000                                   |

## Historia genética
La ascendencia de las poblaciones modernas de Asia Central se deriva en gran medida de las expansiones indoiraní y  turca. La mayoría de las poblaciones modernas pueden alinearse con descendencia indoiraní o turca, con ancestros que corresponden bien con los límites étnicos. Se encontró que la mezcla mongoloide (Asia Oriental) se correlaciona inversamente con la Secuencia Alu en el locus CD4.
Los estudios arqueogenéticos sobre los restos de los entierros de la  cultura Pazyryk de la Edad de Hierro sugieren que después del final de la expansión indoiraní (escita), comenzada en el siglo VII a. C., hubo un influjo gradual de este a oeste de la mezcla de este a oeste de Eurasia a las estepas occidentales.
Las poblaciones de agricultores y pastores nómadas coexistieron en Asia Central desde el Calcolítico (4.º milenio a. C.). Los dos grupos difieren notablemente en la estructura de ascendencia, ya que los pastores están organizados en «estructuras exógamas» de clanes patrilineales, mientras que los agricultores están organizados en familias extendidas que practican la endogamia (matrimonio entre primos). Como consecuencia, los pastores tienen una diversidad significativamente reducida en la descendencia patrilineal (cromosoma Y) en comparación con los agricultores.

## Religión
| Religión               | Población aproximada | Centros de población |
| ---------------------- | -------------------- | --- |
| Islam suní             | 103 000              | Sur y este de la región: Tayikistán, Turkmenistán, Kirguistán, Uzbekistán, Afganistán, Este de Xinjiang y sur de Kazajistán; más densos en Afganistán y Uzbekistán)               |
| Budismo                | 9 084 000            | 500 000 en Rusia, 8.44 millones en Xinjiang, 140 000 personas en Kazajistán y Afganistán; (Mongoles, Coreanos, Pueblo Daur, Mongour, Pueblos tunguses, Tibetanos, Tuvanos, Yugur) |
| Cristiandad oriental   | 4 000                | Norte de Kazajistán |
| Cristiandad occidental | 510 000              | Kazajistán |
| Judaísmo               | 27 500               | Uzbekistán |
| Islam chiita           | 4 000                | Hazara, Centro de Afganistán |
| Ateísmo e Irreligión   | 2 500 000+           | En toda la región |
| Zoroastrismo           | 10 000               | Históricamente en Afganistán |